# 兄弟情人
《兄弟情人》（葡萄牙語：Do Começo ao Fim），2009年巴西電影，2009年11月27日在巴西上映，由阿盧希歐·阿巴瑞奇（Aluisio Abranches）執導。

## 簡介
這部電影涉及兩種被視為禁忌的主題：亂倫和同性戀。劇情是一對同母異父的兄弟，小時候就相當親密，隨著他們的成長，兩人之間的愛也越濃烈，發展成亂倫的關係。導演阿盧希歐·阿巴瑞奇表示他唯一的目的是要展現一個無條件的愛情故事。
這部電影在上映首週週末吸引超過一萬名觀眾，僅僅在九家電影院上映，且得到該週電影排名第六名。
2010年，參展西雅圖國際電影節、墨爾本酷兒電影節和臺北電影節。

## 演員
- Júlia Lemmertz 飾 Julieta（母親）
- Fábio Assunção 飾 Alexandre（Thomás的父親）
- Jean Pierre Noher 飾 Pedro（Francisco的父親）
- Louise Cardoso 飾 Rosa
- João Gabriel Vasconcellos 飾 Francisco（25歲）
- Rafael Cardoso 飾 Thomás（20歲）
- Lucas Cotrim 飾 Francisco（11歲）
- Gabriel Kaufmann 飾 Thomás（6歲）

## 外部連結
- （葡萄牙文）官方網站
- 互联网电影数据库（IMDb）上《Do Começo ao Fim》的资料（英文）